# 世紀天才
《世紀天才》（英語：Genius）是一部美國電視詩選劇，也是國家地理頻道史上首部製作的電視影集，由諾亞·平克和肯·比爾所創作。該劇第一季改編自2007年華特·艾薩克森的著作《愛因斯坦-他的人生 他的宇宙》（Einstein: His Life and Universe）。該劇於2017年4月25日在該頻道首播，亞洲則是提前至23日，臺灣分別由國家地理HD頻道和有線電視18台國家地理頻道，各自於4月23和4月24日起，每週日晚上10點和每周一晚上10點首播，國家地理並提供首集於YouTube七日免費託播。第一季敘述阿爾伯特·愛因斯坦的一生，從他早期在專利局職員起，到後來的幾年成為提出相對論的物理學家。第二季的主題為巴勃羅·畢卡索。

## 劇情

### 第一季：愛因斯坦（2017）
第一季「愛因斯坦」主要以非線性敘事的方式描述物理學家阿爾伯特·愛因斯坦在他生命中不同時期，包括了老年時期和青年時期；愛因斯坦在早期是名專利局職員，也努力地獲得教職工作和博士學位，並發表了著名的相對論。

### 第二季：畢卡索（2018）
第二季「畢卡索」主要描述巴勃羅·畢卡索的故事。
第三季：靈魂歌后艾瑞莎

## 演員

### 第一季

#### 主要角色
- 傑佛瑞·羅許 飾 阿爾伯特·愛因斯坦（粵語配音：招世亮）
- 強尼·弗林（英语：Johnny Flynn (musician)） 飾 年輕的阿爾伯特·愛因斯坦（粵語配音：黃啟昌）
- 莎曼莎·柯莉（英语：Samantha Colley） 飾 米列娃·馬利奇（粵語配音：魏惠娥）
- 李察·托波爾 飾 佛列茲·哈伯（粵語配音：李錦綸）
- 邁克爾·麥埃爾哈頓（英语：Michael McElhatton） 飾 菲利普·萊納德（粵語配音：陳欣）
- 拉爾夫·布朗（英语：Ralph Brown） 飾 馬克斯·普朗克（粵語配音：陳永信）
- 艾蜜莉·華森 飾 愛爾莎·愛因斯坦（粵語配音：陸惠玲）

#### 常駐角色
- 尼可拉斯·羅爾（英语：Nicholas Rowe (actor)） 飾 喬斯特·溫特勒（粵語配音：雷霆）
- 強·佛萊契 飾 格羅斯曼·馬塞爾（粵語配音：麥皓豐）
- 艾麗西婭·馮·里特貝格 飾 安娜·溫特爾（粵語配音：廖杏茵）
- 格溫多林·艾莉絲 飾 年輕的愛爾莎·愛因斯坦（粵語配音：陸惠玲）
- T·R·奈特 飾 約翰·埃德加·胡佛（粵語配音：翟耀輝）
- 海倫·蒙克斯（英语：Helen Monks） 飾 瑪雅·愛因斯坦
- 露西·羅素（英语：Lucy Russell (actress)） 飾 芙勞·保林·溫特爾（粵語配音：黃玉娟）
- 約書亞·阿克赫斯特 飾 青少年時期的漢斯·愛因斯坦（粵語配音：胡家豪）
- 南希·克蘭 飾 愛蓮娜·羅斯福（粵語配音：黃玉娟）
- 尼可拉·久里奇科（英语：Nikola Đuričko） 飾 利奧·西拉德（粵語配音：劉奕希）
- 塞斯·蓋貝爾 飾 米給雷·貝索（粵語配音：陳卓智）
- 文森特·卡塞瑟 飾 雷蒙·赫曼·蓋斯特（粵語配音：蘇強文）
- Charity Wakefield 飾 貝蒂（粵語配音：林元春）
- Emily Laing 飾 Helene Savic
- David Dencik 飾 尼爾斯·玻爾（粵語配音：潘文柏）
- Peter Jacobson 飾 哈伊姆·魏茨曼（粵語配音：張錦江）
- Mitchell Mullen 飾 富蘭克林·德拉諾·羅斯福（粵語配音：張炳強）
- Gunnar Cauthery 飾 約瑟夫·戈培爾
- Mark Lisseman 飾 阿道夫·希特勒
- Paul Humpoletz 飾 弗朗茨·约瑟夫一世

### 第二季

#### 主要角色
- 安東尼奧·班德拉斯 飾 巴勃羅·畢卡索（粵語配音：陳欣）
- 阿歷克斯·里奇 飾 年輕的巴勃羅·畢卡索（粵語配音：梁偉德）
- 克蕾曼絲·波西 飾 弗朗索瓦斯·吉洛特（粵語配音：陳琴雲）
- 莎曼莎·柯莉 飾 朵拉·瑪爾（粵語配音：魏惠娥）

#### 常駐角色
- 羅伯特·席安 飾 卡洛斯·卡薩吉瑪斯（粵語配音：黃積權）
- 芭碧·迪樂芬妮 飾 瑪麗-德雷莎·華特（英语：Marie-Thérèse Walter）（粵語配音：曾秀清）
- Aisling Franciosi（英语：Aisling Franciosi） 飾 費爾南德·奧立維（英语：Fernande Olivier）（粵語配音：何寶珊）
- 賽巴斯汀·洛克 飾 Emile Gilot（粵語配音：潘文柏）
- 尤利·阿克曼 飾 德國軍官
- 傑克·布雷特·安德森 飾 GéryPieret
- 愛瑪·艾普頓 飾 傑曼（粵語配音：黃昕瑜、老年：黃麗芳）
- 珍妮弗·阿莫 飾 社交名流＃2
- 瑪麗亞·何塞·維維奧 飾 瑪莉亞·畢卡索·伊·洛佩茲（粵語配音：沈小蘭）
- 馬克斯米蘭·貝佛特 飾 Isidre Nonell（英语：Isidre Nonell）
- Arnmundur ErnstBjörnsson 飾 納粹軍官
- 蒂莫西布洛爾 飾 納粹士兵
- Andrew Buchan 飾 亨利·馬諦斯（粵語配音：招世亮）
- 麗貝卡Calder 飾 可可·香奈兒（粵語配音：張頌欣）
- 加布里埃爾·康斯坦丁 飾 Riandee
- Tom Cullen 飾 Luc Simon
- 喬·多伊爾 飾 皮埃爾·戴克斯
- 蘿拉杜布斯 飾 安托瓦內特
- 愛德華埃爾古德 飾 GI
- 盧卡斯·Englander 飾 丹尼爾 - 亨利卡恩韋勒（粵語配音：陳耀楠）
- Jack Brett Anderson 飾 Géry Pieret（粵語配音：曹啟謙）
- Gerran Howell 飾 Karl-Heinz Wiegels
- Daisy May 飾 Marie Laurencin
- Alice Frankham 飾 社交名流＃3
- Seth Gabel 飾 Guillaume Apollinaire
- Eileen O'Higgins 飾 Eva Gouel（粵語配音：陳皓宜）
- Arnau Gol-Karsunke 飾 警察
- Goran Kostic 飾 尼古拉Lovovic
- Tchéky Karyo 飾 亨利·盧梭（粵語配音：張炳強）
- 克爾洛根 飾 喬治·布拉克（粵語配音：李致林）
- Tracee Chimo（英语：Tracee Chimo） 飾 葛楚·史坦
- Iddo Goldberg 飾 Leo Stein
- Will Keen 飾 保羅·羅森伯格（英语：Paul Rosenberg (art dealer)）（粵語配音：李錦綸）
- 查理·馬赫 飾 GI
- 喬治·孟德爾 飾 法官
- 海倫米納斯 飾 英俊的女人
- 霍爾迪莫拉 飾 薩爾瓦多·魯伊斯博士
- CécileMorel 飾 經理
- 阿爾伯特·蒙斯 飾 法國學生
- 阿爾瓦羅拉莫斯 飾 牧師（粵語配音：翟耀輝）
- 提摩西·雷諾夫 飾 André Beaudin
- 扎哈里·佛爾 飾 保羅·畢卡索（粵語配音：張方正）
- 艾薩克勞斯 飾 克勞德·畢加索（英语：Claude Picasso）（粵語配音：曹啟謙）
- Violet Young 飾 瑪雅·畢卡索（粵語配音：何寶珊、青年：凌晞）
- Sofia Doniants 飾 歐嘉·畢卡索（英语：Olga Khokhlova）
- 瑪格·夏特莉（法语：Margaux Châtelier） 飾 Geneviève Laporte（英语：Geneviève Laporte）（粵語配音：羅孔柔）
- T. R. Knight 飾 馬克斯·雅各布（粵語配音：翟耀輝）
- 塞斯·蓋貝爾 飾 紀堯姆·阿波利奈爾（粵語配音：陳卓智）
- 強尼·弗林 飾 阿蘭·屈尼（英语：Alain Cuny）
- Valentina Bellè 飾 賈桂琳·洛克（英语：Jacqueline Roque）（粵語配音：張頌欣）
- Tom Cullen 飾 Luc Simon
- Michael McElhatton 飾 Jonas Salk
- 露西·羅素 飾 瑪德琳·Renoult-Gilot（粵語配音：黃玉娟）
- Andrea Scarduzio 飾 Endre Rozsda
- 羅伯特·希恩 飾 卡洛斯·卡薩奇斯
- 亞歷山德拉Szucs 飾 女傭
- 克萊德Vassallo 飾 美國士兵
- 肖恩·瓦薩洛 飾 美國士兵
- 馬庫斯馮林根 飾 納粹中尉
- Lauren Anthony 飾 維多利亞·歐亨尼亞
- Alexander Devrient 飾 阿方索十三世

## 集數

### 第一季
| 集數 | 標題                 | 導演          | 編劇                                          | 首播日期      | U.S.收視人數 （百萬） |
| ---- | -------------------- | ------------- | --------------------------------------------- | ------------- | --------------------- |
| 1    | 第一章 Chapter One   | 朗·霍華       | 故事：諾亞·平克 & 肯·比爾 電視劇本：諾亞·平克 | 2017年4月25日 | 1.38                  |
| 2    | 第二章 Chapter Two   | 明克·斯皮羅   | 安潔莉娜·貝內特                               | 2017年5月2日  | 1.05                  |
| 3    | 第三章 Chapter Three | 明克·斯皮羅   | 馬克·拉弗提                                   | 2017年5月9日  | 1.02                  |
| 4    | 第四章 Chapter Four  | 凱文·霍克斯   | 諾亞·平克                                     | 2017年5月16日 | 0.93                  |
| 5    | 第五章 Chapter Five  | 凱文·霍克斯   | 拉夫·葛林                                     | 2017年5月23日 | 0.94                  |
| 6    | 第六章 Chapter Six   | 詹姆斯·霍伊斯 | 布萊恩·彼得森                                 | 2017年5月30日 | 1.02                  |
| 7    | 第七章 Chapter Seven | 詹姆斯·霍伊斯 | 凱利·薩克斯                                   | 2017年6月6日  | 1.06                  |
| 8    | 第八章 Chapter Eight | 肯·比爾       | 安潔莉娜·貝內特 & 法蘭西斯·巴特勒             | 2017年6月13日 | 1.05                  |
| 9    | 第九章 Chapter Nine  | 肯·比爾       | 肯·比爾 & 拉夫·葛林                           | 2017年6月20日 | 1.04                  |
| 10   | 第十章 Chapter Ten   | 肯·比爾       | 馬克·拉弗蒂                                   | 2017年6月20日 | 1.04                  |

### 第二季
| 總集數 | 集數 （季） | 標題          | 導演 | 編劇 | 首播日期      | U.S.收視人數 （百萬） |
| ------ | ----------- | ------------- | ---- | ---- | ------------- | --------------------- |
| 11     | 1           | Chapter One   | 待定 | 待定 | 2018年4月24日 | 待定                  |
| 12     | 2           | Chapter Two   | 待定 | 待定 | 2018年5月1日  | 待定                  |
| 13     | 3           | Chapter Three | 待定 | 待定 | 2018年5月8日  | 待定                  |
| 14     | 4           | Chapter Four  | 待定 | 待定 | 2018年5月15日 | 待定                  |
| 15     | 5           | Chapter Five  | 待定 | 待定 | 2018年5月22日 | 待定                  |
| 16     | 6           | Chapter Six   | 待定 | 待定 | 2018年5月29日 | 待定                  |
| 17     | 7           | Chapter Seven | 待定 | 待定 | 2018年6月5日  | 待定                  |
| 18     | 8           | Chapter Eight | 待定 | 待定 | 2018年6月12日 | 待定                  |
| 19     | 9           | Chapter Nine  | 待定 | 待定 | 2018年6月19日 | 待定                  |
| 20     | 10          | Chapter Ten   | 待定 | 待定 | 2018年6月26日 | 待定                  |

## 節目變遷
| 香港無綫電視明珠台 星期一 22:40-23:45/24:00 | 香港無綫電視明珠台 星期一 22:40-23:45/24:00                                                | 香港無綫電視明珠台 星期一 22:40-23:45/24:00 |
| ------------------------------------------- | ------------------------------------------------------------------------------------------ | ------------------------------------------- |
|                                             | 一代天才：愛因斯坦 （2019年4月1日 - 6月3日 ） 一代天才：畢加索 （2019年6月10日 - 8月12日） |                                             |
| 侍女（第一季） （2019年1月7日 - 3月25日）   | 特種英雄 （2019年8月19日 - 11月11日）                                                      |                                             |

## 外部連結
- 互联网电影数据库（IMDb）上《Genius》的资料（英文）